# Robert Y. Thomas

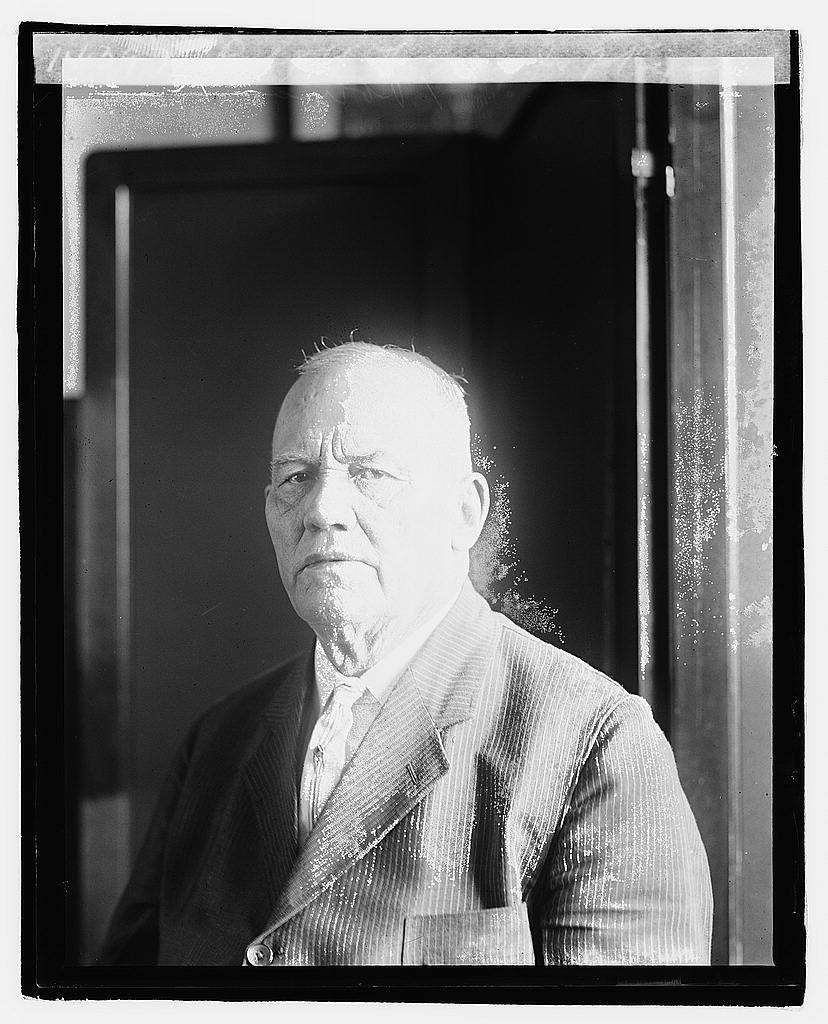
Robert Y. Thomas

Robert Young Thomas Jr. (* 13. Juli 1855 bei Russellville, Logan County, Kentucky; † 3. September 1925 in Red Boiling Springs, Tennessee) war ein US-amerikanischer Politiker. Zwischen 1909 und 1925 vertrat er den Bundesstaat Kentucky im US-Repräsentantenhaus.

## Werdegang
Robert Thomas besuchte die öffentlichen Schulen seiner Heimat sowie das Bethel College in Russellville, das er im Jahr 1878 absolvierte. Nach einem anschließenden Jurastudium und seiner 1881 erfolgten Zulassung als Rechtsanwalt begann er in Central City in diesem Beruf zu arbeiten. Außerdem wurde er journalistisch tätig. Politisch war Thomas Mitglied der Demokratischen Partei. In den Jahren 1886 und 1887 saß er als Abgeordneter im Repräsentantenhaus von Kentucky. Zwischen 1903 und 1909 war er Staatsanwalt im siebten Gerichtsbezirk dieses Staates.
Bei den Kongresswahlen des Jahres 1908 wurde Thomas im dritten Wahlbezirk von Kentucky in das US-Repräsentantenhaus in Washington, D.C. gewählt, wo er am 4. März 1909 die Nachfolge von Addison James von der Republikanischen Partei antrat. Nach acht Wiederwahlen konnte er bis zu seinem Tod am 3. September 1925 im Kongress verbleiben. In diese Zeit fiel der Erste Weltkrieg. Außerdem wurden 1913 der 16. und der 17. Verfassungszusatz ratifiziert. Dabei ging es um die bundesweite Einführung der Einkommensteuer und die Direktwahl der US-Senatoren. In den Jahren 1919 bzw. 1920 folgten der 18. und der 19. Zusatzartikel. Dabei ging es um das Verbot des Handels mit alkoholischen Getränken und die bundesweite Einführung des Frauenwahlrechts.
Robert Thomas starb während einer Reise nach Tennessee am 3. September 1925. Er wurde in Greenville beigesetzt.